# Galeotto IV Maletesta
Galeotto IV Malatesta (... – Rimini, 31 luglio 1492) è stato un condottiero italiano.

## Biografia
Galeotto IV Malatesta, figlio di Almerico, ebbe dal cognato Roberto, signore di Rimini il governo dello stato mentre Roberto combatteva.
Morto costui ebbe la tutela del figlio ed erede Pandolfo, cui servì fedelmente, scoprendo e rendendo vana la trama dei veneti, che volevano impadronirsi della città.
Pacificò lo stato, e, pur essendo ossequente a papa Sisto IV, si strinse in lega con i signori di Urbino e di Pesaro. Fortificò la città munendo il porto lungo la riva destra della Marecchia.
Per insignorirsi di Rimini fece uccidere il fratello Raimondo, capo delle milizie malatestiane, quindi tramò anche per uccidere Pandolfo. Questi, scoperta la congiura, fece uccidere lo zio nel 1492.